# Paul Levitz
Paul Leviz (New York, 21 ottobre 1956) è un fumettista e sceneggiatore statunitense, presidente della casa editrice DC Comics dal 2002 al 2009.

## Biografia
Nato il 21 ottobre 1956, Paul Levitz cresce a Brooklyn e studia nella Stuyvesant High School di Manhattan. Levtiz si appassiona ai fumetti negli anni sessanta, entrando poi a lavorare nella DC Comics nel 1973.
Dopo essere stato l'assistente di Joe Orlando, nel 1977 Levitz diventa editor per la serie di albi Adventure Comics. Dopo una lunga carriera in casa DC, nel 2002 ne diventa presidente, carica che mantiene fino al 2009.
Nel 2010 scrive il libro 75 Years of DC Comics: The Art of Modern Mythmaking, edito da Taschen.